# Cynthia Asquith
Lady Cynthia Mary Evelyn Asquith (Charteris; 27 de septiembre de 1887 – 31 de marzo de 1960) fue una escritora inglesa, hoy en día conocida por sus historias de fantasmas y diarios íntimos. También escribió novelas y editó antologías. Además, escribió historias para niños y sobre la familia Real británica.

## Vida y carrera
Su padre fue Hugo Richard Charteris, 11.º Conde de Wemyss (1857–1937) y su madre Mary Constance Wyndham. Se casó con Herbert Asquith (hijo de H. H. Asquith, Primer ministro británico) en 1910.
En 1913,  conoce a D. H. Lawrence en Margate, con quien genera una gran amistad y un vínculo de correspondencia habitual. Es empleada como secretaria del creador de Peter Pan, J. M. Barrie, de quien deviene amiga cercana, y continúa su trabajo con él hasta que su muerte en 1937. Barrie le deja en herencia su propiedad, con excepción de los trabajos referidos a Peter Pan. El autor L. P. Hartley, fue también su amigo cercano, luego de conocerse en los tempranos años ´20.
Asquith editó "The Ghost Book", una antología de ficción sobrenatural que incluía trabajos de D.H. Lawrence, Algernon Blackwood, Arthur Machen, Oliver Cebollas, y May Sinclair.
Una de las historias de Asquith, "The Follower", fue adaptada para la Radio de BBC, junto con historias por Algernon Blackwood, Marjorie Bowen, y Noel Streatfeild; todas estas historias fueron más tarde reimpresas en la antología de Cecil Madden, My Grimmest Nightmare, de 1935.
Además de su obra literaria, Asquith contribuyó al guion cinematográfico de la película Dreaming Lips de 1937 protagonizada por Elisabeth Bergner.

## Trabajos
- The Flying Carpet (1925), editora
- Treasure Ship (1926), editora
- The Ghost Book (1927), editora
- The Duchess of York (1927), biografía
- The Black Cap (1928), editor Shudders (1929), editora
- When Churchyards Yawn (1931), editora
- My Grimmest Nightmare (1935), editora
- The Spring House (1936), novela
- Dreaming Lips (1937), guion cinematográfico
- One Sparkling Wave (1943), novela
- This Mortal Coil (1947), historia
- Haply I May Remember (1950)
- What Dreams May Come? (1951), historia
- The Second Ghost Book (1952), editora
- Portrait of Barrie (1954)
- The Third Ghost Book (1956), editora
- Married to Tolstoy (1960), biografía
- Thomas Hardy at Max Gate (1969)
- The Corner Shop

## Adaptaciones
God Grante That She Lye Stille , recogido en When Churchyards Yawn; adaptado en 1961 por Robert Hardy Andrews como un episodio del Thriller de serie de televisión de antología.

## Más información
- Los Diarios de Cynthia Asquith 1915-1918 (1969)
- Amigos mejores: Memorias de David y Rachel Cecil, Cynthia Asquith, L. P. Hartley Y Otros (1991) Julian Fane
- The Encyclopedia of Science Fiction and Fantasy. Chicago: Advent. 1974. p. 23. ISBN 0-911682-20-1.